# Северная Пальмира (премия)

Статуэтка работы скульптора Г. Д. Ястребенецкого, вручавшаяся лауреатам.

Северная Пальмира — общегородская литературная премия Санкт-Петербурга, учреждена в 1994 году. Последнее награждение состоялось в 2002 году, после чего церемонии награждений прекратились из-за недостатка средств у организаторов.

## История
Литературная премия «Северная Пальмира» была учреждена в 1994 году Санкт-Петербургской ассоциацией содействия культуре. Цель премии — поддержание «эстетических координат» («приветствуется также классическая ясность и доморощенная исповедальность»). Присуждалась ежегодно за литературное произведение, созданное на русском языке и опубликованное в Санкт-Петербурге.
Были заявлены 4 номинации:
1. «Поэзия»
2. «Проза»
3. «Публицистика и критика»
4. «Книгоиздание»

Лауреатам вручалась бронзовая статуэтка работы скульптора Г. Д. Ястребенецкого и денежное вознаграждение, размер которого различался по годам — от 10 тысяч рублей до 1 тысячи долларов США.
Премия вручалась ежегодно в Санкт-Петербурге в день рождения А. С. Пушкина: 6 июня по новому стилю.
Из положения о премии:
- Номинационная комиссия в течение года анализирует петербургскую литературу и выдвигает наиболее талантливые, по её мнению, произведения. По завершении этой работы в каждом разделе премии остается по 7 претендентов.
- Голосование происходит в два этапа: «семерка», как в известном пушкинском сюжете, превращается в «тройку», а затем в «туза».
- Голосование происходит анонимно, произведения не обсуждаются, чтобы члены жюри ненароком не оказали друг на друга давления.
- Жюри независимо в своих решениях и не отчитывается ни перед кем ни по процедуре голосования, ни по результатам присуждения.

Последнее вручение премии в 2002 году состоялось под открытым небом, у памятника Пушкину на площади Искусств, а финальное заседание жюри и счётной комиссии — в арт-кафе «Бродячая собака». Связано это было с недостатком средств на проведение полноценной церемонии.
Премию часто упрекали в предвзятости. В упрек организаторам ставили: предпочтение «поколению шестидесятников», частое фигурирование в номинационных списках и среди лауреатов авторов или редакторов журналов «Звезда» и «Нева», «антимосковскую направленность».

## Лауреаты
Первое награждение состоялось летом 1995 года, последнее летом 2002 года. Награждения производились по итогам предыдущего года, то есть, например, в 1995 году награждались авторы публикаций 1994 года. Первые лауреаты премии (1995 год):
- Поэзия — Александр Кушнер
- Проза — Феликс Розинер
- Критика и публицистика — Феликс Лурье
- Книгоиздательское дело — издательство «Феникс»

Лауреаты последнего награждения 2002 года:
- Поэзия — Алексей Пурин
- Проза — Виктор Соснора
- Критика и публицистика — Виктор Конецкий (посмертно)
- Книгоиздательское дело — премия не вручалась

Алексей Пурин стал единственным дважды лауреатом премии: 1997 (публицистика и критика) и 2002 (поэзия).